# North Pole
North Pole ist eine Kleinstadt in Alaska, etwa 20 km südöstlich von Fairbanks. Der Ort liegt im Fairbanks North Star Borough. Das U.S. Census Bureau hat bei der Volkszählung 2020 eine Einwohnerzahl von 2.243 ermittelt.

## Wohnort von Santa Claus
Nach dem amerikanischen Mythos wohnt der Weihnachtsmann Santa Claus am Nordpol. Aus diesem Grund betreibt der United States Postal Service ein Weihnachtspostamt in North Pole.

## Satellitenstation
Die Swedish Space Corporation (SSC) betreibt die Satellitenstation North Pole Satellite Station in der Nähe von North Pole. Aufgrund ihrer Lage im Polargebiet ist sie vor allem für Satelliten mit hoher Bahnneigung geeignet. Diese Station kann sowohl Satellitendaten empfangen, als auch Steuersignale an die Satelliten senden.

## Söhne und Töchter der Stadt
- Pheonix Copley (* 1992), Eishockeytorwart